# Yvan Ponton
Pour les articles homonymes, voir Ponton (homonymie).
Yvan Ponton  né le 22 octobre 1945 à Farnham au Québec, est un acteur et animateur de télévision québécois. Il est connu pour son rôle d'arbitre en chef à la Ligue nationale d'improvisation (LNI), ainsi que pour l'animation des parties de tennis professionnel avec Hélène Pelletier et de l'émission 30 images/seconde pour la chaîne télévisée RDS. Yvan interprétait un joueur Québécois, dans le film, Slap Shot.

## Biographie
Ancien enseignant à l'école secondaire Jean-Jacques Bertrand, il est diplômé du Conservatoire d'art dramatique de Montréal, promotion 1970. Depuis 1977, il est arbitre en chef à la LNI, tout comme au National d'impro depuis la première édition. À ce poste, il est redouté des joueurs, car il est capable de réparties assassines lorsqu'on met en doute son jugement.
Il est animateur des grands tournois de tennis à RDS depuis 1993.
Également comédien, on a pu le voir dans Lance et compte (dans le rôle de Jacques Mercier), les Boys (dans le rôle de Jean-Charles) et plusieurs autres films et téléromans.
Il était  animateur du jeu télévisé Ultimatum pour le compte du Réseau TVA.

## Filmographie

### Cinéma
- 1977 : Lancer frappé (Slap Shot) : Jean-Guy Drouin
- 1985 : Hold-Up : Tremplin
- 1986 : Henri : Raoul Martineau
- 1986 : Pouvoir intime : H.B.
- 1989 : Cold Front : Inspecteur Dechesne
- 1990 : Bethune: The Making of a Hero : Frank Coudaire
- 1991 : Scanners II : La Nouvelle Génération (Scanners II: The New Order) : Commander John Forrester
- 1997 : Les Boys : Jean-Charles
- 1998 : Une fille aux commandes (Airspeed) : Lee 'Bickster' Biquette
- 1998 : Les Boys 2 : Jean-Charles
- 2001 : Les Boys 3 : Jean-Charles
- 2002 : Le Collectionneur : Robert Frecteau
- 2005 : Les Boys 4 : Jean-Charles
- 2010 : Lance et compte : Jacques Mercier

### Télévision
- 1970-1975 : Mont-Joye : Le Frisé
- 1975-1977 : Y'a pas de problème : Un routier et un joueur
- 1976 : La Petite Patrie : Guy Guay
- 1977 : The Fighting Men : Laberge
- 1987-2013 : Lance et compte : Jacques Mercier
- 1989-1990 : L'Or et le papier : André Roberge
- 1991 : Archibald : Shannon
- 1992 : L'Or et le Papier : André Roberge
- 1992 : Docteur Norman Bethune : Frank Coudaire
- 1992 : La Misère des riches : Jean Lemieux
- 1993-1999 : Ent'Cadieux : Michel Larue
- 1993-1996 : Zap : Mr. Daigneault
- 1994 : Les grands procès : Me Fitzpatrick
- 1996-1996 : Jasmine : Jean-Paul Vincelette
- 1997 : Diva : Lucien Dupré
- 1997 : Au nord du 60e (North of 60) : Inspecteur Cormier
- 1998 : La Petite Vie : tuteur des Menteurs anonymes
- 1999 : In the Blue Ground : Inspecteur Cormier
- 2000 : Trial by Fire : Inspecteur Cormier
- 2007-2009 : Les Boys : Jean-Charles

### Animation
- 2001-2004 : Ultimatum
- Le cercle
- 30 images/seconde
- Ligue Nationale d'Impro

## Radio
- M103.5 (Radio de Joliette) : Animateur de l'émission du matin

## Honneurs
- 1989 - Prix Gémeau, Meilleure interprétation masculine rôle de soutien : dramatique